# شرایط خاص (مجموعه تلویزیونی)
شرایط خاص مجموعه تلویزیونی طنز به کارگردانی وحید امیرخانی و تهیه‌کنندگی سید مرتضی فاطمی است که با نام اولیه «کلاف‌های رنگی» کلید خورد. این مجموعه تلویزیونی محصول سال ۱۳۹۸ است.
این مجموعه تلویزیونی طنز با زوج هنری کامبیز دیرباز و بهرام افشاری در گروه فیلم و سریال شبکه سه سیما تولید و پخش آن از ۲۴ فروردین ۱۳۹۸ از شبکه سه آغاز شد.

## خلاصه داستان
«شرایط خاص» یک کمدی قصه گوی موقعیت است که بخشی از این موقعیت با جابجایی شخصیت در طول داستان رخ می‌دهد. این مجموعه نگاهی گذرا به دفاع مقدس دارد و مضامین اجتماعی با زبانی طنز در آن طرح می‌شود.

## بازیگران
| بازیگر             | نقش                                           | توضیحات                                                                |
| ------------------ | --------------------------------------------- | ---------------------------------------------------------------------- |
| کامبیز دیرباز      | آصف مهرمنش/محمدحسین عَلیانی                    | شخصیت اصلی، ماساژور و کارمند سابق اداره بحران/پسر مرضیه و پسرعموی سعید |
| بهرام افشاری       | منوچهر شانه به سر (با نام پیشین: منوچهر هدهد) | شخصیت اصلی، نگهبان، معشوقه آسیه و دوست آصف                             |
| پروانه معصومی      | مرضیه رضاپور                                  | کارخانه دار، مادر محمد حسین، خواهر عطیه                                |
| سیروس گرجستانی     | محمد (اوس محمد) مهرمنش                        | پدر آصف و آسیه                                                         |
| شهره سلطانی        | خانم جمشید                                    | رئیس سابق آصف، مدیر اداره بحران                                        |
| مریم سعادت         | عطیه (عطی) رضاپور                             | خواهر مرضیه، مادر ریحانه و لیلا، همسر احمد                             |
| نادر سلیمانی       | احمد (هوشنگ) تقوایی                           | شوهر عطیه و جراح دندانپزشک                                             |
| کاظم سیاحی         | ارژنگ فیاض                                    | کارآگاه پلیس                                                           |
| سوگل قلاتیان       | آسیه (آسی) مهرمنش                             | خواهر آصف و دختر محمد                                                  |
| معصومه رحمانی      | ریحانه تقوایی                                 | دختر عطیه و احمد و همسر آصف                                            |
| مصطفی ساسانی       | امیر موحدی                                    | سرباز فراری، آشپز فلافلی ارژنگ                                         |
| وحید آقاپور        | سعید عَلیانی                                   | برادرزاده شوهر مرضیه، خواستگار لیلا و پسرعموی محمدحسین                 |
| صحرا اسدالهی       | لیلا تقوایی                                   | دختر عطیه و احمد                                                       |
| اسدالله یکتا       | کَل جعفر                                       | مشاور مرضیه                                                            |
| مرتضی زارع         | رضا شفیعی                                     | هم‌رزم محمدحسین                                                         |
| مهرداد فلاحتگر     |                                               |                                                                        |
| مژده لواسانی       | مژده لواسانی                                  | مجری تلویزیون                                                          |
| فؤاد صفاریان پور   | فواد صفاریان پور                              | کارگردان تلویزیون                                                      |
| حسام مزینانی       | حسام مزینانی                                  | مجری تلویزیون                                                          |
| رهام جعفر قلی خانی |                                               | همسایه آصف                                                             |
| مرتضی مهرزاد       | مرتضی مهرزاد                                  | بازیکن تیم ملی والیبال نشسته ایران                                     |
| علیرضا حق‌شناس      | عظیمی                                         | طلب کار                                                                |

## ساخت
وحید امیرخانی که پیش از این فیلم سینمایی کمدی «در مدت معلوم» را کارگردانی کرده بود و توانست در گیشه
سینماها موفق باشد، در تازه‌ترین تجربه کمدی خود به سراغ ساخت یک مجموعه تلویزیونی رفته و سریال «شرایط خاص» را کارگردانی کرده‌است.
تازه‌ترین سریال کمدی تلویزیون، مجموعه‌ای پربازیگر و پرلوکیشن است که تابستان ۹۷ در بیش از ۱۰۰ لوکیشن اصلی و فرعی در تهران و حومه جلوی دوربین رفت.
در این سریال، کامبیز دیرباز پس از مدت‌ها دوری از کمدی تلویزیونی، مجدداً در نقش اصلی یک سریال طنز بازی کرده‌است.